# Tepecocatlán
Tepecocatlán är en ort i Mexiko.   Den ligger i kommunen Atlamajalcingo del Monte och delstaten Guerrero, i den sydöstra delen av landet, 240 km söder om huvudstaden Mexico City. Tepecocatlán ligger 2 085 meter över havet och antalet invånare är 572.
Terrängen runt Tepecocatlán är huvudsakligen kuperad, men åt sydväst är den bergig. Runt Tepecocatlán är det ganska tätbefolkat, med 65 invånare per kvadratkilometer. Närmaste större samhälle är Malinaltepec, 10,4 km sydväst om Tepecocatlán. I omgivningarna runt Tepecocatlán växer huvudsakligen savannskog.